# Exarchat patriarcal de Patmos
L'Exarchat patriarcal de Patmos est une juridiction du Patriarcat œcuménique de Constantinople située sur quatre îles du nord du Dodécanèse en Grèce. L'évêque en est l'Archevêque de Constantinople, patriarche œcuménique qui délègue ses pouvoirs épiscopaux à un évêque auxiliaire qui est aussi cathigoumène du monastère Saint-Jean-le-Théologien de Patmos.

## La cathédrale

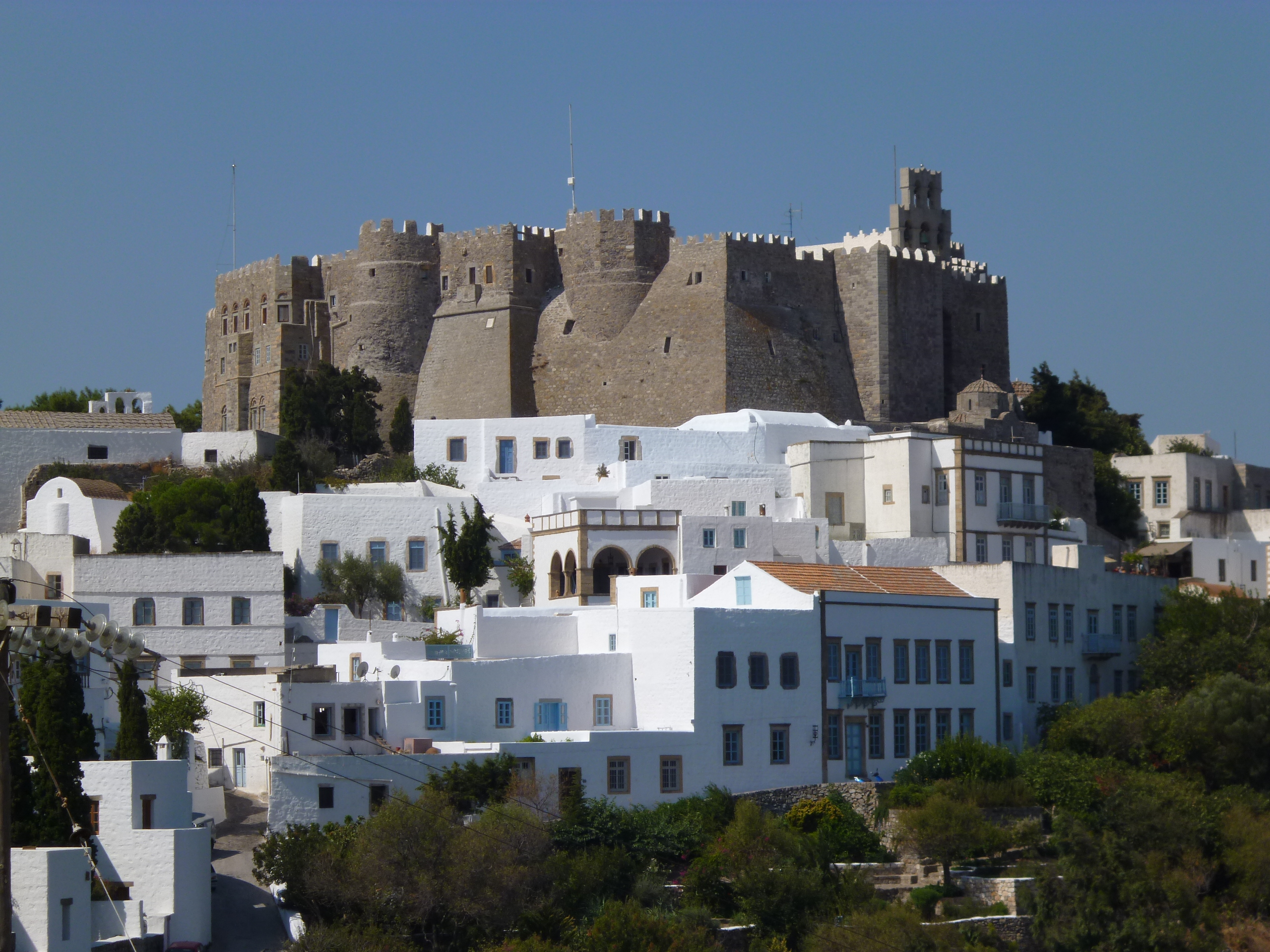
La vieille-ville de Patmos (Chora) dominée par le Monastère Saint-Jean-le-Théologien.

La cathédrale est l'église Saint-Jean-le-Théologien, katholikon du monastère homonyme de Patmos.

## Histoire
Le monastère fut fondé en 1079 par saint Christodoulos de Patmos, auquel l'empereur Alexis Ier Commène avait fait don de l'île de Patmos. En 1132, le monastère reçoit le statut impérial. En 1157, Léontios en devient l'higoumène, après en avoir été l'économe. Il défend les privilèges du monastère face à l'empereur Manuel Ier Comnène. Grâce à la protection de l'Empire de Nicée, l'exarchat parvient à se maintenir lorsqu'en 1206 les croisés et les vénitiens s'emparent de la plupart des îles de l'Égée, mais en 1310 l'ordre de Saint-Jean de Jérusalem annexe Patmos et nomme des évêques catholiques : les moines orthodoxes sont persécutés et doivent s'exiler. Il faut attendre 1522 et la conquête turque pour que l'autorité du patriarche de Constantinople soit restaurée, permettant le retour des moines grecs. Le monastère compte alors jusqu'à 1 700 moines et bénéficie d'avantages fiscaux. Lorsqu'en 1911, Patmos passa de la domination ottomane à la domination italienne, l'exarchat est maintenu et le patriarche de Constantinople reste l'évêque des quatre îles. En 1946, le Dodécanèse devint grec et une loi du parlement grec reconnut le statut particulier des quatre îles et le rôle pastoral du patriarche. Le monastère ne compte plus qu'environ 25 moines en 2012, mais son patrimoine foncier reste impressionnant puisqu'il possède la majeure partie de Patmos et de nombreuses propriétés dans d'autres îles et à Athènes.

## Le territoire
- Agathonisi (1 paroisse)
- Arki (1 paroisse)
- Lipsi (1 paroisse)
- Patmos (5 paroisses)